# Kamta-Rajaula
Lo Stato di Kamta-Rajaula fu uno stato principesco del subcontinente indiano, avente per capitale la città di Kamta-Rajaula.

## Storia
Lo stato fu uno dei Chaube Jagirs, parte dell'Agenzia del Bagelkhand che venne unita allo stato indiano dopo il crollo dell'Impero indiano per merito di Vindhya Pradesh nel 1948.
Kamta-Rajaula era un noto luogo di pellegrinaggio per la leggenda secondo la quale questo era il luogo dove avrebbe soggiornato Rāma. La capitale era posta nel villaggio di Rajaula, a 15 km dalla stazione ferroviaria di Karwi.

## Governanti
I governanti di Kamta-Rajaula ebbero il titolo di Rao.
Tutti i governanti di Kamta-Rajaula furono bramini Jujhautiya.

### Rao
- 1812 - 1873  Gopal Lal
- 1873 - 18..  Bharat Prasad
- 1892 - 1906* Ram Prasad
- 1928 -  1946 Radha Kishan
- 1946 - 1947  Rajiv Nandan Prasad